# Дереализација
Дереализација је дисоцијативни симптом у оквиру неуротског поремећаја. Симптом карактерише осећај чудног, перцепција спољњег света постаје нереална али са јасним увидом да то није его синтоно, односно да није у складу са ја. Овим симптомом доминира осећак "знам да је ово моја улица, али као да није", осећај 3д игрице, успорености или као да се свет посматра кроз воду или маглу. Разликкује се од дереализације по томе што је енергија усмерена на спољашњи свет, док је деперспонализација усмерена ка себи. Дереализација је феномен који настаје као последица страха и може да иде у коморбидитету са паником, анксиозношћу и дургим неуротским поремећајима.
Битно је да се зна да дереализација као неуротски феномен није увод у психозу.